# Кусацька сільська рада
Куса́цька сільська рада (рос. Кусакский сельский совет) — сільське поселення у складі Німецького національного району Алтайського краю Росії.
Адміністративний центр — село Кусак.

## Населення
Населення — 1611 осіб (2019; 1901 в 2010, 2240 у 2002).

## Склад
До складу сільської ради входять:
| Населений пункт          | Населення, осіб (2002) | Населення, осіб (2010) |
| ------------------------ | ---------------------- | ---------------------- |
| Красноармійський, селище | 358                    | 240                    |
| Кусак, село              | 1882                   | 1661                   |